# Elektrociepłownia Andrychów
Elektrociepłownia Andrychów Sp. z o.o. (do 2010 roku Andropol - Elektrociepłownia Sp. z o.o.) – elektrociepłownia znajdująca się w Andrychowie w województwie małopolskim.

## Opis
Elektrociepłownia powstała pierwotnie jako elektrociepłownia przemysłowa obsługująca zakłady przemysłowe w Andrychowie. Została uruchomiona w 1955. Dysponuje własnymi ujęciami wody i obiektami takimi jak studnie i ujęcia brzegowe wody powierzchniowej oraz wieżą ciśnień w Andrychowie.
Kotłownia wyposażona jest w 4 kotły parowe OSR32/25. W maszynowni znajdują się 2 turbogeneratory: AEG - zabytek z 1940 i TP-2 o mocy 2 MW z 1952.
Rozdzielnia elektryczna (6,3 kV) o zdolności przesyłu mocy 12,5 MW wraz z nastawnią
Plac węglowy ma powierzchnię utwardzoną, a jego pojemność wynosi ok. 15 000 ton węgla
Do 2010 roku Elektrociepłownia wchodziła w skład holdingu Andropol. Obecnie działa jako samodzielna spółka jest multimedialnym przedsiębiorstwem energetycznym dostarczając do pobliskich zakładów energię elektryczną, ciepło i wodę. Jest również sprzedawcą energii elektrycznej na rynku energii.
Elektrociepłownia posiada koncesje URE na:
- wytwarzanie ciepła,
- przesyłanie ciepła,
- obrót i wytwarzanie energii elektrycznej,
- przesyłanie i dystrybucję energii elektrycznej.